# Formule de trigonométrie
En mathématiques, une formule de trigonométrie est une relation faisant intervenir des fonctions trigonométriques, vérifiée pour toutes les valeurs possibles des variables intervenant dans la relation.
Ces formules peuvent servir à simplifier une expression comportant des fonctions trigonométriques ou à la transformer (par exemple pour en calculer une primitive). Elles constituent donc une « boîte à outils » utile pour la résolution de problèmes.
Les fonctions trigonométriques sont définies géométriquement ou analytiquement. Elles servent beaucoup en intégration, pour intégrer des fonctions « non trigonométriques » : un procédé habituel consiste à effectuer un changement de variable en utilisant une fonction trigonométrique, et à simplifier ensuite l'intégrale obtenue avec les identités trigonométriques.
Notation : si ƒ est une fonction trigonométrique, ƒ2 désigne la fonction qui à tout réel x associe le carré de ƒ(x). Par exemple : cos2 x = (cos x)2.

## Relations entre fonctions trigonométriques

Toutes les valeurs des fonctions trigonométriques d'un angle θ peuvent être représentées géométriquement.

Les relations entre fonctions trigonométriques résultent d'une part des définitions
{\displaystyle \tan \theta ={\frac {\sin \theta }{\cos \theta }},\quad \cot \theta ={\frac {\cos \theta }{\sin \theta }},\quad \ldots }
et d'autre part de l'application du théorème de Pythagore, notamment : 
{\displaystyle \cos ^{2}\theta +\sin ^{2}\theta =1\quad \tan ^{2}\theta +1={\frac {1}{\cos ^{2}\theta }},\quad \cot ^{2}\theta +1={\frac {1}{\sin ^{2}\theta }}.}
|     | cos                                                                             | sin                                                                             | tan                                                                             | cot                                                                             | sec                                                                             | csc                                                                             |
| --- | ------------------------------------------------------------------------------- | ------------------------------------------------------------------------------- | ------------------------------------------------------------------------------- | ------------------------------------------------------------------------------- | ------------------------------------------------------------------------------- | ------------------------------------------------------------------------------- |
| cos |                                                                                 | {\displaystyle \cos \theta ={\sqrt {1-\sin ^{2}\theta }}}                       | {\displaystyle \cos \theta ={\frac {1}{\sqrt {1+\tan ^{2}\theta }}}}            | {\displaystyle \cos \theta ={\frac {\cot \theta }{\sqrt {1+\cot ^{2}\theta }}}} | {\displaystyle \cos \theta ={\frac {1}{\sec \theta }}}                          | {\displaystyle \cos \theta ={\frac {\sqrt {\csc ^{2}\theta -1}}{\csc \theta }}} |
| sin | {\displaystyle \sin \theta ={\sqrt {1-\cos ^{2}\theta }}}                       |                                                                                 | {\displaystyle \sin \theta ={\frac {\tan \theta }{\sqrt {1+\tan ^{2}\theta }}}} | {\displaystyle \sin \theta ={\frac {1}{\sqrt {1+\cot ^{2}\theta }}}}            | {\displaystyle \sin \theta ={\frac {\sqrt {\sec ^{2}\theta -1}}{\sec \theta }}} | {\displaystyle \sin \theta ={\frac {1}{\csc \theta }}}                          |
| tan | {\displaystyle \tan \theta ={\frac {\sqrt {1-\cos ^{2}\theta }}{\cos \theta }}} | {\displaystyle \tan \theta ={\frac {\sin \theta }{\sqrt {1-\sin ^{2}\theta }}}} |                                                                                 | {\displaystyle \tan \theta ={\frac {1}{\cot \theta }}}                          | {\displaystyle \tan \theta ={\sqrt {\sec ^{2}\theta -1}}}                       | {\displaystyle \tan \theta ={\frac {1}{\sqrt {\csc ^{2}\theta -1}}}}            |
| cot | {\displaystyle \cot \theta ={\frac {\cos \theta }{\sqrt {1-\cos ^{2}\theta }}}} | {\displaystyle \cot \theta ={\frac {\sqrt {1-\sin ^{2}\theta }}{\sin \theta }}} | {\displaystyle \cot \theta ={\frac {1}{\tan \theta }}}                          |                                                                                 | {\displaystyle \cot \theta ={\frac {1}{\sqrt {\sec ^{2}\theta -1}}}}            | {\displaystyle \cot \theta ={\sqrt {\csc ^{2}\theta -1}}}                       |
| sec | {\displaystyle \sec \theta ={\frac {1}{\cos \theta }}}                          | {\displaystyle \sec \theta ={\frac {1}{\sqrt {1-\sin ^{2}\theta }}}}            | {\displaystyle \sec \theta ={\sqrt {1+\tan ^{2}\theta }}}                       | {\displaystyle \sec \theta ={\frac {\sqrt {1+\cot ^{2}\theta }}{\cot \theta }}} |                                                                                 | {\displaystyle \sec \theta ={\frac {\csc \theta }{\sqrt {\csc ^{2}\theta -1}}}} |
| csc | {\displaystyle \csc \theta ={\frac {1}{\sqrt {1-\cos ^{2}\theta }}}}            | {\displaystyle \csc \theta ={\frac {1}{\sin \theta }}}                          | {\displaystyle \csc \theta ={\frac {\sqrt {1+\tan ^{2}\theta }}{\tan \theta }}} | {\displaystyle \csc \theta ={\sqrt {1+\cot ^{2}\theta }}}                       | {\displaystyle \csc \theta ={\frac {\sec \theta }{\sqrt {\sec ^{2}\theta -1}}}} |                                                                                 |

## Propriétés liées au cercle trigonométrique

### Symétries, parité
| Parité - Réflexion d'axe (θ = 0) | Réflexion d'axe (θ = π/4) | Réflexion d'axe (θ = π/2) |
| --- | --- | --- |
| {\displaystyle {\begin{aligned}\sin(-\theta )&=-\sin \theta \\\cos(-\theta )&=+\cos \theta \\\tan(-\theta )&=-\tan \theta \\\cot(-\theta )&=-\cot \theta \end{aligned}}} | {\displaystyle {\begin{aligned}\sin({\tfrac {\pi }{2}}-\theta )&=+\cos \theta \\\cos({\tfrac {\pi }{2}}-\theta )&=+\sin \theta \\\tan({\tfrac {\pi }{2}}-\theta )&=+\cot \theta \\\cot({\tfrac {\pi }{2}}-\theta )&=+\tan \theta \end{aligned}}} | {\displaystyle {\begin{aligned}\sin(\pi -\theta )&=+\sin \theta \\\cos(\pi -\theta )&=-\cos \theta \\\tan(\pi -\theta )&=-\tan \theta \\\cot(\pi -\theta )&=-\cot \theta \\\end{aligned}}} |

Note : Toutes ces formules sont également utilisables pour des ajouts d'angles, il suffit pour cela de prendre l'opposé : par exemple,{\displaystyle \sin({\tfrac {\pi }{2}}+\theta )=\sin({\tfrac {\pi }{2}}-(-\theta ))=\cos(-\theta )}. Il suffit ensuite d'appliquer la formule de simplification correspondante de la première colonne.

### Périodicité, décalages
| Décalage de π/2 | Décalage de π (Période de tan et cot) | Décalage de 2π (Période de sin et cos) |
| --- | --- | --- |
| {\displaystyle {\begin{aligned}\sin(\theta +{\tfrac {\pi }{2}})&=+\cos \theta \\\cos(\theta +{\tfrac {\pi }{2}})&=-\sin \theta \\\tan(\theta +{\tfrac {\pi }{2}})&=-\cot \theta \\\cot(\theta +{\tfrac {\pi }{2}})&=-\tan \theta \end{aligned}}} | {\displaystyle {\begin{aligned}\sin(\theta +\pi )&=-\sin \theta \\\cos(\theta +\pi )&=-\cos \theta \\\tan(\theta +\pi )&=+\tan \theta \\\cot(\theta +\pi )&=+\cot \theta \\\end{aligned}}} | {\displaystyle {\begin{aligned}\sin(\theta +2\pi )&=+\sin \theta \\\cos(\theta +2\pi )&=+\cos \theta \\\tan(\theta +2\pi )&=+\tan \theta \\\cot(\theta +2\pi )&=+\cot \theta \end{aligned}}} |

### Équations trigonométriques
Certaines des relations ci-dessus sont renforcées par les équivalences suivantes :
{\displaystyle \cos a=\cos b\Leftrightarrow a=b+2k\pi \quad {\text{ou}}\quad a=-b+2k\pi \qquad (k\in \mathbb {Z} )}
{\displaystyle \sin a=\sin b\Leftrightarrow a=b+2k\pi \quad {\text{ou}}\quad a=\pi -b+2k\pi \qquad (k\in \mathbb {Z} )}
{\displaystyle \tan a=\tan b\Leftrightarrow a=b+k\pi \qquad (k\in \mathbb {Z} )}

## Formules d'addition et de différence
Les deux formules principales sont les formules d'addition pour le cosinus et le sinus, :
{\displaystyle \cos(a+b)=\cos a\cos b-\sin a\sin b}
{\displaystyle \sin(a+b)=\sin a\cos b+\cos a\sin b}
En remplaçant b par son opposé, on obtient aussi les formules de différence :
{\displaystyle \cos(a-b)=\cos a\cos b+\sin a\sin b}
{\displaystyle \sin(a-b)=\sin a\cos b-\cos a\sin b}

Démonstration géométrique des formules d'addition de cos(a+b) et sin(a+b)

Le moyen le plus rapide pour les démontrer est, à partir de la définition analytique du cosinus et du sinus, d'utiliser les formules d'Euler.
Il existe de nombreuses autres démonstrations possibles, utilisant les propriétés d'une corde dans un cercle, la relation entre cosinus d'un angle et produit scalaire (en évaluant de deux façons différentes le produit scalaire des vecteurs (cos a, sin a) et (cos b, sin b), la propriété du changement de repère ou encore la démonstration matricielle ci-dessous.
On en déduit les formules d'addition et de différence pour la tangente et la cotangente. Par exemple pour l'addition :
{\displaystyle \tan(a+b)={\frac {\tan a+\tan b}{1-\tan a\tan b}}\quad {\rm {et}}\quad \cot(a+b)={\frac {\cot a\cot b-1}{\cot a+\cot b}}}.
Exemple
{\displaystyle \tan(x+\pi /4)={\frac {1+\tan x}{1-\tan x}}}.
Plus généralement, la tangente d'une somme de n angles (resp. la cotangente) s'exprime en fonction des tangentes (resp. des cotangentes) de ces angles :
{\displaystyle \tan(\theta _{1}+\ldots +\theta _{n})={\frac {\sigma _{1}-\sigma _{3}+\sigma _{5}-\ldots }{1-\sigma _{2}+\sigma _{4}-\ldots }}(\tan \theta _{1},\ldots ,\tan \theta _{n})\quad {\rm {et}}\quad \cot(\theta _{1}+\ldots +\theta _{n})={\frac {\sigma _{n}-\sigma _{n-2}+\sigma _{n-4}-\ldots }{\sigma _{n-1}-\sigma _{n-3}+\sigma _{n-5}-\ldots }}(\cot \theta _{1},\ldots ,\cot \theta _{n})}
où les σk (pour 0 ≤ k ≤ n) sont les polynômes symétriques élémentaires. Pour n impair, il s'agit de la même fraction rationnelle ; par exemple pour n = 3 :
{\displaystyle \tan(a+b+c)=F(\tan a,\tan b,\tan c)\quad {\rm {et}}\quad \cot(a+b+c)=F(\cot a,\cot b,\cot c)\quad {\rm {avec}}\quad F(u,v,w)={\frac {u+v+w-uvw}{1-(uv+uw+vw)}}.}
Une autre conséquence intéressante de la formule d'addition pour sin est qu'elle permet de ramener la combinaison linéaire d'un sinus et d'un cosinus à un sinus :
{\displaystyle \alpha \sin x+\beta \cos x={\sqrt {\alpha ^{2}+\beta ^{2}}}~\sin(x+\varphi )}
où
{\displaystyle \varphi ={\rm {arctan}}(\beta /\alpha )} si α est positif et {\displaystyle \varphi ={\rm {arctan}}(\beta /\alpha )+\pi } sinon.

## Formules de duplication et d'angle moitié

### Formules de l'angle double
Appelées aussi « formules d'angle double », elles peuvent être obtenues, pour les deux premières, en remplaçant a et b par x dans les formules d'addition ou en utilisant la formule de de Moivre avec n = 2. Les deux suivantes se déduisent de l'identité cos2x + sin2x = 1.

### Formules de réduction du carré
Ces formules, permettent d'écrire cos2x et sin2x, donc aussi tan2x, en fonction du cosinus de l'angle double : 

### Formules de l'angle moitié
{\displaystyle \left|\cos \left({\frac {\theta }{2}}\right)\right|={\sqrt {\frac {1+\cos \theta }{2}}},\qquad \left|\sin \left({\frac {\theta }{2}}\right)\right|={\sqrt {\frac {1-\cos \theta }{2}}}}
{\displaystyle \tan \left({\frac {\theta }{2}}\right)={\frac {\sin \theta }{1+\cos \theta }}={\frac {1-\cos \theta }{\sin \theta }}}

### Formules impliquant la «tangente de l'arc moitié»
Si l'on pose, pour x ≠ π + 2kπ,
on a
Dans le cas de changement de variable en intégration, on ajoutera la relation  :
{\displaystyle \mathrm {d} x={\frac {2\,\mathrm {d} t}{1+t^{2}}}}.
Ces formules permettent de simplifier des calculs trigonométriques en se ramenant à des calculs sur des fractions rationnelles. Elles permettent aussi de déterminer l'ensemble des points rationnels du cercle unité.

## Formules de Simpson
Les égalités suivantes, du nom de Thomas Simpson, ont servi historiquement aux calculs en goniométrie.

### Transformation de produits en sommes, ou linéarisation
{\displaystyle \cos a\cos b={\frac {\cos(a+b)+\cos(a-b)}{2}}}
{\displaystyle \sin a\sin b={\frac {\cos(a-b)-\cos(a+b)}{2}}}
{\displaystyle \sin a\cos b={\frac {\sin(a+b)+\sin(a-b)}{2}}}
{\displaystyle \cos a\sin b={\frac {\sin(a+b)-\sin(a-b)}{2}}\ } (équivalente à la précédente par interversion de a et b).
Ces formules peuvent être démontrées en développant leurs membres de droite en utilisant les formules d'addition et de différence.

### Transformation de sommes en produits, ou antilinéarisation
{\displaystyle \cos p+\cos q=2\cos {\frac {p+q}{2}}\cos {\frac {p-q}{2}}}
{\displaystyle \cos p-\cos q=-2\sin {\frac {p+q}{2}}\sin {\frac {p-q}{2}}}
{\displaystyle \sin p+\sin q=2\sin {\frac {p+q}{2}}\cos {\frac {p-q}{2}}}
{\displaystyle \sin p-\sin q=2\cos {\frac {p+q}{2}}\sin {\frac {p-q}{2}}} (équivalente à la précédente en remplaçant q par –q).
Il suffit de remplacer a par p + q/2 et b par p – q/2 dans les formules de transformation de produit en somme. On en déduit une généralisation des formules de la tangente de l'angle moitié :
{\displaystyle \tan {\frac {p+q}{2}}={\frac {\sin p+\sin q}{\cos p+\cos q}}=-{\frac {\cos p-\cos q}{\sin p-\sin q}}}.
Par ailleurs, on déduit directement de la formule d'addition pour sin :
{\displaystyle \tan p+\tan q={\frac {\sin(p+q)}{\cos p\,\cos q}}}.

## Formules d'Euler
{\displaystyle \cos x={\frac {{\rm {e}}^{{\rm {i}}x}+{\rm {e}}^{-{\rm {i}}x}}{2}}=\cosh {\rm {i}}x}
{\displaystyle \sin x={\frac {{\rm {e}}^{{\rm {i}}x}-{\rm {e}}^{-{\rm {i}}x}}{2{\rm {i}}}}=-{\rm {i}}\sinh {\rm {i}}x}
où i est l'unité imaginaire.
On en déduit que
{\displaystyle \tan x={\frac {{\rm {i}}\left(1-{\rm {e}}^{2{\rm {i}}x}\right)}{1+{\rm {e}}^{2{\rm {i}}x}}}=-{\rm {i}}\tanh {\rm {i}}x}

## Formule de Moivre et formules d'angle multiple
La formule de de Moivre s'écrit :
{\displaystyle \cos(nx)+{\rm {i}}\sin(nx)=(\cos x+{\rm {i}}\sin x)^{n}}.
Par la formule du binôme, elle équivaut à :
{\displaystyle \cos(nx)=\sum _{0\leqslant k\leqslant {\frac {n}{2}}}(-1)^{k}{n \choose 2k}\cos ^{n-2k}x~\sin ^{2k}x\quad {\text{et}}\quad \sin(nx)=\sum _{0\leqslant k\leqslant {\frac {n-1}{2}}}(-1)^{k}{n \choose 2k+1}\cos ^{n-2k-1}x~\sin ^{2k+1}x}.
Compte tenu de sin2 x = 1 – cos2x, si l'on pose 
{\displaystyle T_{n}=\sum _{0\leqslant k\leqslant {\frac {n}{2}}}(-1)^{k}{n \choose 2k}X^{n-2k}(1-X^{2})^{k}\quad {\text{et}}\quad U_{n}=\sum _{0\leqslant k\leqslant {\frac {n-1}{2}}}(-1)^{k}{n \choose 2k+1}X^{n-2k-1}(1-X^{2})^{k}},
on a cos(nx) = Tn(cos x) et sin((n+1)x) = sin(x) Un(cos x).
Le polynôme Tn (resp. Un) est le n-ième polynôme de Tchebychev de première (resp. seconde) espèce. 
Par exemple 
{\displaystyle \cos 3x=4\cos ^{3}x-3\cos x,\,\sin 3x=\sin x(4\cos ^{2}x-1)=-4\sin ^{3}x+3\sin x}.
La formule de de Moivre permet aussi d'exprimer tan(nx) en fonction de tan x par la relation 
{\displaystyle \tan nx={\frac {{\text{Im}}(1+{\rm {i}}\tan x)^{n}}{{\text{Re}}(1+{\rm {i}}\tan x)^{n}}}}.
Par exemple
{\displaystyle \tan 3x={\frac {\tan ^{3}x-3\tan x}{3\tan ^{2}x-1}}}.

## Linéarisation
La linéarisation d'une expression cospx sinqx a pour but de l'exprimer comme combinaison linéaire de divers cos(nx) (si q est pair) ou sin(nx) (si q est impair) — par exemple pour en calculer une primitive. On peut utiliser soit les formules de transformation de produits en sommes ci-dessus, soit les formules d'Euler :
{\displaystyle \cos ^{p}x\sin ^{q}x=\left({\frac {{\rm {e}}^{{\rm {i}}x}+{\rm {e}}^{-{\rm {i}}x}}{2}}\right)^{p}\left({\frac {{\rm {e}}^{{\rm {i}}x}-{\rm {e}}^{-{\rm {i}}x}}{2{\rm {i}}}}\right)^{q}.}
Il suffit ensuite de
- développer chacun des deux facteurs grâce à la formule du binôme de Newton,
- développer le produit des deux sommes obtenues (par distributivité),
- simplifier les termes en utilisant que{\displaystyle {\rm {e}}^{{\rm {i}}kx}{\rm {e}}^{{\rm {i}}\ell x}={\rm {e}}^{{\rm {i}}(k+\ell )x},}
- puis les regrouper, sachant que {\displaystyle {\rm {e}}^{{\rm {i}}nx}+{\rm {e}}^{-{\rm {i}}nx}=2\cos(nx)\quad {\rm {et}}\quad {\rm {e}}^{{\rm {i}}nx}-{\rm {e}}^{-{\rm {i}}nx}=2{\rm {i}}\sin(nx).}

Si l'un des deux exposants p ou q est nul, en appelant « degré » la valeur de l'autre, on a :

## Calcul de sommes partielles deséries trigonométriquesà coefficients constants
Les sommes {\displaystyle C_{n}=\sum _{k=0}^{n}\cos(k\theta +\varphi )} et {\displaystyle S_{n}=\sum _{k=0}^{n}\sin(k\theta +\varphi )} ont les expressions closes suivantes, pour {\displaystyle \theta \neq 0\mod 2\pi } :
.
On démontre ces formules en remarquant que {\displaystyle C_{n}+iS_{n}={\rm {e}}^{{\rm {i}}\varphi }\sum _{k=0}^{n}({\rm {e}}^{{\rm {i}}\theta })^{k}} et en utilisant les sommes de suites géométriques, ou en multipliant par {\displaystyle \sin {\frac {\theta }{2}}} et en linéarisant.
On en déduit que {\displaystyle {\frac {S_{n}}{C_{n}}}=\tan \left(n{\frac {\theta }{2}}+\varphi \right)}.
Pour {\displaystyle \theta =0\mod 2\pi }, {\displaystyle C_{n}=(n+1)\cos \varphi ,\,S_{n}=(n+1)\sin \varphi }.

Ces formules permettent d'exprimer le noyau de Dirichlet Dn , fonction définie par :
pour tout réel x, {\displaystyle D_{n}(x)=1+2\cos(x)+2\cos(2x)+2\cos(3x)+\cdots +2\cos(nx)={\frac {\sin \left(\left(n+{\frac {1}{2}}\right)x\right)}{\sin(x/2)}}}
Le produit de convolution de n'importe quelle fonction de carré intégrable et de période 2π avec le noyau de Dirichlet coïncide avec la somme d'ordre n de sa série de Fourier.

## Fonctions trigonométriques réciproques
Ce sont les fonctions réciproques des fonctions sinus, cosinus et tangente.
{\displaystyle y=\arcsin x\Leftrightarrow x=\sin y\quad {\text{avec}}\quad y\in \left[{\tfrac {-\pi }{2}},{\tfrac {\pi }{2}}\right]}
{\displaystyle y=\arccos x\Leftrightarrow x=\cos y\quad {\text{avec}}\quad y\in \left[0,\pi \right]}
{\displaystyle y=\arctan x\Leftrightarrow x=\tan y\quad {\text{avec}}\quad y\in \left]{\tfrac {-\pi }{2}},{\tfrac {\pi }{2}}\right[}
Si {\displaystyle x>0} alors
{\displaystyle \arctan x+\arctan {\frac {1}{x}}={\frac {\pi }{2}}}.
Si {\displaystyle x<0} alors
{\displaystyle \arctan x+\arctan {\frac {1}{x}}=-{\frac {\pi }{2}}}.
On a également l'identité suivante :
{\displaystyle \arctan x+\arctan y=\arctan {\frac {x+y}{1-xy}}+k\pi }
où 
{\displaystyle k=0\quad {\text{si}}\quad xy<1}
{\displaystyle k=1\quad {\text{si}}\quad xy>1\quad {\text{et}}\quad x>0}
{\displaystyle k=-1\quad {\text{si}}\quad xy>1\quad {\text{et}}\quad x<0}.
Beaucoup d'identités similaires aux suivantes peuvent être obtenues à partir du théorème de Pythagore.
|        | arcsin | arccos | arctan | arccot |
| ------ | --- | --- | --- | --- |
| arcsin | | {\displaystyle \arcsin x={\frac {\pi }{2}}-\arccos x} | {\displaystyle \arcsin x=\arctan {\frac {x}{\sqrt {1-x^{2}}}}} | {\displaystyle \arcsin x=\operatorname {arccot} {\frac {\sqrt {1-x^{2}}}{x}}} |
| arccos | {\displaystyle \arccos x={\frac {\pi }{2}}-\arcsin x} | | {\displaystyle \arccos x={\begin{cases}\pi +\arctan {\frac {\sqrt {1-x^{2}}}{x}},{\text{si }}x<0\\\quad \;\;\;\arctan {\frac {\sqrt {1-x^{2}}}{x}},{\text{si }}x>0\end{cases}}} | {\displaystyle \arccos x=\operatorname {arccot} {\frac {x}{\sqrt {1-x^{2}}}}} |
| arctan | {\displaystyle \arctan x=\arcsin {\frac {x}{\sqrt {1+x^{2}}}}} | {\displaystyle \arctan x={\begin{cases}-\arccos {\frac {1}{\sqrt {1+x^{2}}}},{\text{si }}x<0\\+\arccos {\frac {1}{\sqrt {1+x^{2}}}},{\text{si }}x>0\end{cases}}} | | {\displaystyle \arctan x={\begin{cases}\pi +\operatorname {arccot} {\frac {1}{x}},{\text{si }}x<0\\\quad \;\;\;\operatorname {arccot} {\frac {1}{x}},{\text{si }}x>0\end{cases}}} |
| arccot | {\displaystyle \operatorname {arccot} x={\begin{cases}\pi -\arcsin {\frac {1}{\sqrt {1+x^{2}}}},{\text{si }}x<0\\\quad \;\;\;\arcsin {\frac {1}{\sqrt {1+x^{2}}}},{\text{si }}x>0\end{cases}}} | {\displaystyle \operatorname {arccot} x=\arccos {\frac {x}{\sqrt {1+x^{2}}}}}                                                                                    | {\displaystyle \operatorname {arccot} x={\begin{cases}\pi +\arctan {\frac {1}{x}},{\text{si }}x<0\\\quad \;\;\;\arctan {\frac {1}{x}},{\text{si }}x>0\end{cases}}}              | |

|     | arcsin                                                      | arccos                                                      | arctan                                                      | arccot                                                                     |
| --- | ----------------------------------------------------------- | ----------------------------------------------------------- | ----------------------------------------------------------- | -------------------------------------------------------------------------- |
| sin |                                                             | {\displaystyle \sin \arccos x={\sqrt {1-x^{2}}}}            | {\displaystyle \sin \arctan x={\frac {x}{\sqrt {1+x^{2}}}}} | {\displaystyle \sin \operatorname {arccot} x={\frac {1}{\sqrt {1+x^{2}}}}} |
| cos | {\displaystyle \cos \arcsin x={\sqrt {1-x^{2}}}}            |                                                             | {\displaystyle \cos \arctan x={\frac {1}{\sqrt {1+x^{2}}}}} | {\displaystyle \cos \operatorname {arccot} x={\frac {x}{\sqrt {1+x^{2}}}}} |
| tan | {\displaystyle \tan \arcsin x={\frac {x}{\sqrt {1-x^{2}}}}} | {\displaystyle \tan \arccos x={\frac {\sqrt {1-x^{2}}}{x}}} |                                                             | {\displaystyle \tan \operatorname {arccot} x={\frac {1}{x}}}               |
| cot | {\displaystyle \cot \arcsin x={\frac {\sqrt {1-x^{2}}}{x}}} | {\displaystyle \cot \arccos x={\frac {x}{\sqrt {1-x^{2}}}}} | {\displaystyle \cot \arctan x={\frac {1}{x}}}               |                                                                            |

## Propriétés métriques dans un triangle quelconque

### Théorème d'Al-Kashi ou loi des cosinus

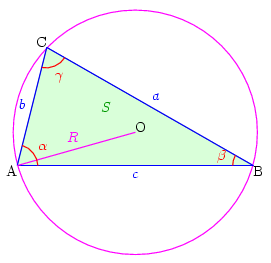
Fig. 1 - Notations usuelles dans un triangle quelconque.

Soit ABC un triangle, dans lequel on utilise les notations usuelles : d'une part α, β et γ pour les mesures des angles et, d'autre part, a, b et c pour les longueurs des côtés respectivement opposés à ces angles (voir figure ci-contre). Alors on a :
{\displaystyle c^{2}=a^{2}+b^{2}-2ab\ \cos \ \gamma .}

### Formule des sinus
En notant de plus S l'aire du triangle et R le rayon de son cercle circonscrit (voir figure ci-contre), on a : 
{\displaystyle {\frac {a}{\sin \alpha }}={\frac {b}{\sin \beta }}={\frac {c}{\sin \gamma }}={\frac {abc}{2S}}=2R.}
D'autre part, S est le produit du demi-périmètre p = a + b + c/2 par le rayon r du cercle inscrit.

### Formule des différences des côtés
{\displaystyle {\frac {a-b}{c}}={\frac {\sin {\frac {\alpha -\beta }{2}}}{\cos {\frac {\gamma }{2}}}}\quad {\rm {et}}\quad {\frac {a+b}{c}}={\frac {\cos {\frac {\alpha -\beta }{2}}}{\sin {\frac {\gamma }{2}}}}}.
{\displaystyle {\frac {a-b}{a+b}}={\frac {\tan {\frac {\alpha -\beta }{2}}}{\tan {\frac {\alpha +\beta }{2}}}}}.
{\displaystyle \cot {\frac {\alpha }{2}}={\frac {p-a}{r}}}.

### Relations entre les angles
En utilisant le fait que {\displaystyle \alpha +\beta +\gamma =\pi } on obtient de nombreuses relations trigonométriques, dont par exemple :
{\displaystyle \tan \alpha +\tan \beta +\tan \gamma =\tan \alpha \tan \beta \tan \gamma }
{\displaystyle \sin 2\alpha +\sin 2\beta +\sin 2\gamma =4\sin \alpha \sin \beta \sin \gamma }

## Identités sans variable
- Richard Feynman s'est rappelé toute sa vie cette curieuse identité, qu'il appelait loi de Morrie :

{\displaystyle \cos 20^{\circ }\cdot \cos 40^{\circ }\cdot \cos 80^{\circ }={\tfrac {1}{8}}}.
Une telle identité est un exemple d'identité qui ne contient pas de variable ; elle s'obtient à partir de l'égalité :
{\displaystyle \prod _{j=0}^{k-1}\cos(2^{j}x)={\frac {\sin(2^{k}x)}{2^{k}\sin x}}}.
- Autres exemples :

{\displaystyle \cos 36^{\circ }+\cos 108^{\circ }=\cos {\frac {\pi }{5}}+\cos 3{\frac {\pi }{5}}={\frac {1}{2}}.}
{\displaystyle \cos 24^{\circ }+\cos 48^{\circ }+\cos 96^{\circ }+\cos 168^{\circ }=\cos {\frac {2\pi }{15}}+\cos 2{\frac {2\pi }{15}}+\cos 4{\frac {2\pi }{15}}+\cos 7{\frac {2\pi }{15}}={\frac {1}{2}}.}
{\displaystyle \cos {\frac {2\pi }{21}}+\cos 2{\frac {2\pi }{21}}+\cos 4{\frac {2\pi }{21}}+\cos 5{\frac {2\pi }{21}}+\cos 8{\frac {2\pi }{21}}+\cos 10{\frac {2\pi }{21}}={\frac {1}{2}}.}
Les facteurs  1, 2, 4, 5, 8, 10 sont les entiers inférieurs à 21/2 qui n'ont pas de facteur commun avec 21.
Ces exemples sont des conséquences d'un résultat de base sur les polynômes cyclotomiques ; les cosinus sont les parties réelles des racines de ces polynômes ; la somme des zéros donne la valeur de la fonction de Möbius en 21 (dans le tout dernier cas qui précède) ; seulement la moitié des racines sont présentes dans ces relations.
- Dans cet article, on trouvera des identités faisant intervenir l'angle {\displaystyle {\frac {\pi }{7}}} , comme {\displaystyle \cos {\frac {\pi }{7}}-\cos {\frac {2\pi }{7}}+\cos {\frac {3\pi }{7}}={\frac {1}{2}}}
- et dans celui-ci, des identités faisant intervenir l'angle {\displaystyle \pi  \over 9}, comme {\displaystyle \cos {\frac {\pi }{9}}-\cos {\frac {2\pi }{9}}+\cos {\frac {4\pi }{9}}={\frac {1}{2}}}.
- Autres identités classiques[N 4] : 
  - {\displaystyle \prod _{k=1}^{n-1}\tan {\frac {k\pi }{2n}}=1}, dont on déduit {\displaystyle \tan 1^{\circ }\tan 2^{\circ }...\tan 89^{\circ }=1}.
  - {\displaystyle \sum _{k=1}^{n}\sin ^{2}{k{\frac {\pi }{n}}}={\frac {n}{2}}}, dont on déduit {\displaystyle \sin ^{2}1^{\circ }+\sin ^{2}2^{\circ }+\cdots +\sin ^{2}89^{\circ }=\cos ^{2}1^{\circ }+\cos ^{2}2^{\circ }+\cdots +\cos ^{2}89^{\circ }=89/2}.
  - {\displaystyle \prod _{k=1}^{n-1}\sin {\frac {k\pi }{n}}={\frac {n}{2^{n-1}}}}, dont on déduit {\displaystyle \sin 1^{\circ }\sin 2^{\circ }...\sin 89^{\circ }=\cos 1^{\circ }\cos 2^{\circ }...\cos 89^{\circ }={\sqrt {\frac {180}{2^{179}}}}}.

## En analyse
En analyse, il est essentiel que les angles qui apparaissent comme arguments de fonctions trigonométriques soient mesurés en radians ; s'ils sont mesurés en degrés ou dans n'importe quelle autre unité, alors les relations reportées ci-dessous deviennent fausses.

### Encadrements
- La signification géométrique du sinus et de la tangente « montre[10] » — et le théorème des accroissements finis démontre — que{\displaystyle \forall x\in \left]0,\pi /2\right[\quad \sin x<x<\tan x.}

Cet encadrement est souvent utilisé ; deux exemples en sont la méthode d'Archimède pour le calcul du nombre π (voir quadrature du cercle) et le problème de Bâle.
- En changeant x en arctan x , on obtient :{\displaystyle \forall x>0\quad {\frac {x}{\sqrt {1+x^{2}}}}<\arctan x<x.}

- En changeant x en arcsin x, on obtient :{\displaystyle \forall x\in \left]0,1\right[\quad x<\arcsin x<{\frac {x}{\sqrt {1-x^{2}}}}.}

- Cet encadrement peut servir par dérivation à montrer que les fonctions {\displaystyle x\mapsto {\frac {\sin x}{x}}} (sinus cardinal) et {\displaystyle x\mapsto {\frac {\tan x}{x}}} sont respectivement strictement décroissante et strictement croissante sur {\displaystyle ]0,\pi /2[}, ce qui équivaut à l'encadrement (parfois dénommé inégalité d'Aristarque) :

### Dérivées
Les dérivées de sin et cos peuvent se déduire l'une de l'autre par décalage de π/2. Elles sont :
Les autres fonctions trigonométriques peuvent être dérivées en utilisant les identités précédentes et les règles de dérivation. Par exemple :
{\displaystyle \tan '=1+\tan ^{2}={\frac {1}{\cos ^{2}}}=\sec ^{2},}
{\displaystyle \cot '=-1-\cot ^{2}=-{\frac {1}{\sin ^{2}}}=-\csc ^{2},}
{\displaystyle \arcsin '(x)={\frac {1}{\sqrt {1-x^{2}}}},}
{\displaystyle \arccos '=-\arcsin ',}
{\displaystyle \arctan '(x)={\frac {1}{1+x^{2}}}.}

### Primitives
Les identités sur les intégrales peuvent être trouvées dans la table des primitives de fonctions trigonométriques.

## Avec un argument complexe
| Écriture               | Expression                                                                                                 | Ensemble de départ                                                                                     | Ensemble d'arrivée                            | Dérivée                                                             | Argument complexe                                                                   |
| ---------------------- | --- | --- | --------------------------------------------- | ------------------------------------------------------------------- | ----------------------------------------------------------------------------------- |
| {\displaystyle \sin x} | {\displaystyle {\frac {\mathrm {e} ^{\mathrm {i} \,x}-\mathrm {e} ^{-\mathrm {i} \,x}}{2\,\mathrm {i} }}}  | {\displaystyle \mathbb {R} }                                                                           | {\displaystyle [-1;1]}                        | {\displaystyle \cos x}                                              | {\displaystyle \sin \left(\mathrm {i} x\right)=\mathrm {i} \operatorname {sinh} x}  |
| {\displaystyle \cos x} | {\displaystyle {\frac {\mathrm {e} ^{\mathrm {i} \,x}+\mathrm {e} ^{-\mathrm {i} \,x}}{2}}}                | {\displaystyle \mathbb {R} }                                                                           | {\displaystyle [-1;1]}                        | {\displaystyle -\sin x}                                             | {\displaystyle \cos \left(\mathrm {i} x\right)=\operatorname {cosh} x}              |
| {\displaystyle \tan x} | {\displaystyle \mathrm {i} {\frac {1-\mathrm {e} ^{2\mathrm {i} \,x}}{1+\mathrm {e} ^{2\mathrm {i} \,x}}}} | {\displaystyle \mathbb {R} \backslash \left\{{\tfrac {\pi }{2}}+p\,\pi \right\}\;,\;p\in \mathbb {Z} } | {\displaystyle \mathbb {R} }                  | {\displaystyle 1+\tan ^{2}x={\frac {1}{\cos ^{2}x}}}                | {\displaystyle \tan \left(\mathrm {i} x\right)=\mathrm {i} \operatorname {tanh} x}  |
| {\displaystyle \cot x} | {\displaystyle \mathrm {i} {\frac {\mathrm {e} ^{2\mathrm {i} \,x}+1}{\mathrm {e} ^{2\mathrm {i} \,x}-1}}} | {\displaystyle \mathbb {R} \backslash \left\{p\,\pi \right\}\;,\;p\in \mathbb {Z} }                    | {\displaystyle \mathbb {R} }                  | {\displaystyle -\left(1+\cot ^{2}x\right)=-{\frac {1}{\sin ^{2}x}}} | {\displaystyle \cot \left(\mathrm {i} x\right)=-\mathrm {i} \operatorname {coth} x} |
| {\displaystyle \sec x} | {\displaystyle {\frac {2}{\mathrm {e} ^{\mathrm {i} \,x}+\mathrm {e} ^{-\mathrm {i} \,x}}}}                | {\displaystyle \mathbb {R} \backslash \left\{{\tfrac {\pi }{2}}+p\,\pi \right\}\;,\;p\in \mathbb {Z} } | {\displaystyle \mathbb {R} \backslash ]-1;1[} | {\displaystyle {\frac {\sin x}{\cos ^{2}x}}=\sin x\cdot \tan x}     | {\displaystyle \sec \left(\mathrm {i} x\right)=\operatorname {sech} x}              |
| {\displaystyle \csc x} | {\displaystyle {\frac {2\,\mathrm {i} }{\mathrm {e} ^{\mathrm {i} \,x}-\mathrm {e} ^{-\mathrm {i} \,x}}}}  | {\displaystyle \mathbb {R} \backslash \left\{p\,\pi \right\}\;,\;p\in \mathbb {Z} }                    | {\displaystyle \mathbb {R} \backslash ]-1;1[} | {\displaystyle -{\frac {\cos x}{\sin ^{2}x}}=-\cos x\cdot \cot x}   | {\displaystyle \csc \left(\mathrm {i} x\right)=-\mathrm {i} \operatorname {csch} x} |

| Écriture                                 | Expression                                                                                               | Ensemble de départ                            | Ensemble d'arrivée                                                                         | Dérivée                                                           | Argument complexe |
| ---------------------------------------- | --- | --------------------------------------------- | ------------------------------------------------------------------------------------------ | ----------------------------------------------------------------- | --- |
| {\displaystyle \arcsin x}                | {\displaystyle \mathrm {i} \ln \left({\sqrt {1-x^{2}}}-\mathrm {i} x\right)}                             | {\displaystyle [-1;1]}                        | {\displaystyle \left[-{\tfrac {\pi }{2}};{\tfrac {\pi }{2}}\right]}                        | {\displaystyle {\frac {1}{\sqrt {1-x^{2}}}}}                      | {\displaystyle \arcsin \left(\mathrm {i} x\right)=\mathrm {i} \operatorname {arsinh} x}                                   |
| {\displaystyle \arccos x}                | {\displaystyle \mathrm {i} \ln \left(x-\mathrm {i} {\sqrt {1-x^{2}}}\right)}                             | {\displaystyle [-1;1]}                        | {\displaystyle \left[0;\pi \right]}                                                        | {\displaystyle -{\frac {1}{\sqrt {1-x^{2}}}}}                     | {\displaystyle \arccos \left(\mathrm {i} x\right)={\tfrac {\pi }{2}}-\mathrm {i} \operatorname {arsinh} x}                |
| {\displaystyle \arctan x}                | {\displaystyle {\frac {\mathrm {i} }{2}}\ln {\frac {1-\mathrm {i} \,x}{1+\mathrm {i} \,x}}}              | {\displaystyle \mathbb {R} }                  | {\displaystyle \left]-{\tfrac {\pi }{2}};{\tfrac {\pi }{2}}\right[}                        | {\displaystyle {\frac {1}{1+x^{2}}}}                              | {\displaystyle \arctan \left(\mathrm {i} x\right)=\mathrm {i} \operatorname {artanh} x}                                   |
| {\displaystyle \operatorname {arccot} x} | {\displaystyle {\frac {\mathrm {i} }{2}}\ln {\frac {x-\mathrm {i} }{x+\mathrm {i} }}}                    | {\displaystyle \mathbb {R} }                  | {\displaystyle \left]0;\pi \right[}                                                        | {\displaystyle -{\frac {1}{1+x^{2}}}}                             | {\displaystyle \operatorname {arccot} \left(\mathrm {i} x\right)=-\mathrm {i} \operatorname {arcoth} x}                   |
| {\displaystyle \operatorname {arcsec} x} | {\displaystyle \mathrm {i} \ln \left({\tfrac {1}{x}}-\mathrm {i} {\sqrt {1-{\tfrac {1}{x^{2}}}}}\right)} | {\displaystyle \mathbb {R} \backslash ]-1;1[} | {\displaystyle \left[0;{\tfrac {\pi }{2}}\right[\cup \left]{\tfrac {\pi }{2}};\pi \right]} | {\displaystyle {\frac {1}{x^{2}{\sqrt {1-{\tfrac {1}{x^{2}}}}}}}} | {\displaystyle \operatorname {arcsec} \left(\mathrm {i} x\right)={\tfrac {\pi }{2}}+\mathrm {i} \operatorname {arcsch} x} |
| {\displaystyle \operatorname {arccsc} x} | {\displaystyle \mathrm {i} \ln \left({\sqrt {1-{\tfrac {1}{x^{2}}}}}-{\tfrac {\mathrm {i} }{x}}\right)}  | {\displaystyle \mathbb {R} \backslash ]-1;1[} | {\displaystyle \left[-{\tfrac {\pi }{2}};0\right[\cup \left]0;{\tfrac {\pi }{2}}\right]}   | {\displaystyle -{\frac {1}{x^{2}{\sqrt {1-{\frac {1}{x^{2}}}}}}}} | {\displaystyle \operatorname {arccsc} \left(\mathrm {i} x\right)=-\mathrm {i} \operatorname {arcsch} x}                   |

| Écriture                                                    | Expression                                                             | Ensemble de départ               | Ensemble d'arrivée                            | Dérivée                                                                               | Argument complexe                                                        |
| ----------------------------------------------------------- | ---------------------------------------------------------------------- | -------------------------------- | --------------------------------------------- | ------------------------------------------------------------------------------------- | ------------------------------------------------------------------------ |
| {\displaystyle \operatorname {sinh} x=\operatorname {sh} x} | {\displaystyle {\frac {{\mathrm {e} }^{x}-{\mathrm {e} }^{-x}}{2}}}    | {\displaystyle \mathbb {R} }     | {\displaystyle \mathbb {R} }                  | {\displaystyle \operatorname {cosh} x}                                                | {\displaystyle \operatorname {sinh} (\mathrm {i} x)=\mathrm {i} \sin x}  |
| {\displaystyle \operatorname {cosh} x=\operatorname {ch} x} | {\displaystyle {\frac {{\mathrm {e} }^{x}+{\mathrm {e} }^{-x}}{2}}}    | {\displaystyle \mathbb {R} }     | {\displaystyle [1;\infty [}                   | {\displaystyle \operatorname {sinh} x}                                                | {\displaystyle \operatorname {cosh} (\mathrm {i} x)=\cos x}              |
| {\displaystyle \operatorname {tanh} x=\operatorname {th} x} | {\displaystyle {\frac {{\mathrm {e} }^{2x}-1}{{\mathrm {e} }^{2x}+1}}} | {\displaystyle \mathbb {R} }     | {\displaystyle ]-1;1[}                        | {\displaystyle {\frac {1}{\operatorname {cosh} ^{2}x}}=1-\operatorname {tanh} ^{2}x}  | {\displaystyle \operatorname {tanh} (\mathrm {i} x)=\mathrm {i} \tan x}  |
| {\displaystyle \operatorname {coth} x}                      | {\displaystyle {\frac {{\mathrm {e} }^{2x}+1}{{\mathrm {e} }^{2x}-1}}} | {\displaystyle \mathbb {R} ^{*}} | {\displaystyle \mathbb {R} \backslash [-1;1]} | {\displaystyle -{\frac {1}{\operatorname {sinh} ^{2}x}}=1-\operatorname {coth} ^{2}x} | {\displaystyle \operatorname {coth} (\mathrm {i} x)=-\mathrm {i} \cot x} |
| {\displaystyle \operatorname {sech} x}                      | {\displaystyle {\frac {2}{{\mathrm {e} }^{x}+{\mathrm {e} }^{-x}}}}    | {\displaystyle \mathbb {R} }     | {\displaystyle ]0;1]}                         | {\displaystyle -{\frac {\operatorname {sinh} x}{\operatorname {cosh} ^{2}x}}}         | {\displaystyle \operatorname {sech} (\mathrm {i} x)=\sec x}              |
| {\displaystyle \operatorname {csch} x}                      | {\displaystyle {\frac {2}{{\mathrm {e} }^{x}-{\mathrm {e} }^{-x}}}}    | {\displaystyle \mathbb {R} ^{*}} | {\displaystyle \mathbb {R} ^{*}}              | {\displaystyle -{\frac {\operatorname {cosh} x}{\operatorname {sinh} ^{2}x}}}         | {\displaystyle \operatorname {csch} (\mathrm {i} x)=-\mathrm {i} \csc x} |

| Écriture                                                           | Expression                                           | Ensemble de départ                            | Ensemble d'arrivée               | Dérivée                                          | Argument complexe                                                                                               |
| ------------------------------------------------------------------ | ---------------------------------------------------- | --------------------------------------------- | -------------------------------- | ------------------------------------------------ | --- |
| {\displaystyle \operatorname {arsinh} x=\operatorname {argsh} x}   | {\displaystyle \ln \left(x+{\sqrt {x^{2}+1}}\right)} | {\displaystyle \mathbb {R} }                  | {\displaystyle \mathbb {R} }     | {\displaystyle {\frac {1}{\sqrt {x^{2}+1}}}}     | {\displaystyle \operatorname {arsinh} (\mathrm {i} x)=\mathrm {i} \arcsin x}                                    |
| {\displaystyle \operatorname {arcosh} x=\operatorname {argch} x}   | {\displaystyle \ln \left(x+{\sqrt {x^{2}-1}}\right)} | {\displaystyle [1;\infty [}                   | {\displaystyle \mathbb {R} ^{+}} | {\displaystyle {\frac {1}{\sqrt {x^{2}-1}}}}     | {\displaystyle \operatorname {arcosh} (\mathrm {i} x)=\operatorname {arsinh} x+\mathrm {i} {\tfrac {\pi }{2}}}, |
| {\displaystyle \operatorname {artanh} x=\operatorname {argth} x}   | {\displaystyle {\frac {1}{2}}\ln {\frac {1+x}{1-x}}} | {\displaystyle ]-1;1[}                        | {\displaystyle \mathbb {R} }     | {\displaystyle {\frac {1}{1-x^{2}}}}             | {\displaystyle \operatorname {artanh} (\mathrm {i} x)=\mathrm {i} \arctan x}                                    |
| {\displaystyle \operatorname {arcoth} x=\operatorname {argcoth} x} | {\displaystyle {\frac {1}{2}}\ln {\frac {x+1}{x-1}}} | {\displaystyle \mathbb {R} \backslash [-1;1]} | {\displaystyle \mathbb {R} ^{*}} | {\displaystyle {\frac {1}{1-x^{2}}}}             | {\displaystyle \operatorname {arcoth} (\mathrm {i} x)=-\mathrm {i} \operatorname {arccot} x}                    |
| {\displaystyle \operatorname {arsech} x=\operatorname {argsech} x} | {\displaystyle \ln {\frac {1+{\sqrt {1-x^{2}}}}{x}}} | {\displaystyle ]0;1]}                         | {\displaystyle \mathbb {R} ^{+}} | {\displaystyle -{\frac {1}{x{\sqrt {1-x^{2}}}}}} | {\displaystyle \operatorname {arsech} (\mathrm {i} x)=\operatorname {arcsch} x-\mathrm {i} {\tfrac {\pi }{2}}}, |
| {\displaystyle \operatorname {arcsch} x=\operatorname {argcsch} x} | {\displaystyle \ln {\frac {1+{\sqrt {1+x^{2}}}}{x}}} | {\displaystyle \mathbb {R} ^{*}}              | {\displaystyle \mathbb {R} ^{*}} | {\displaystyle -{\frac {1}{x{\sqrt {1+x^{2}}}}}} | {\displaystyle \operatorname {arcsch} (\mathrm {i} x)=-\mathrm {i} \operatorname {arccsc} x}                    |